# Gučevo
Der Gučevo ist ein 779 Meter hoher Berg auf dem Gemeindegebiet von Loznica im Bezirk Mačva in Serbien.
An seiner Spitze, die über den Kurort Banja Koviljača ragt, steht ein Denkmal, in dem Gebeine gefallener Soldaten des Ersten Weltkriegs liegen. Das Besondere daran ist, dass in dem Grab Knochen serbischer und austro-ungarischer Soldaten liegen. Das Denkmal ist ca. 15 m hoch und wurde bereits zweimal vom Blitz getroffen.